# Loi tendant à renforcer l’équilibre dans les relations commerciales entre fournisseurs et distributeurs
Lire en ligne

Sur Légifrance

La loi tendant à renforcer l’équilibre dans les relations commerciales entre fournisseurs et distributeurs, aussi dénommée loi Descrozaille du nom de son auteur ou encore loi EGAlim III est une loi qui se veut la prolongation des deux premières lois EGAlim prises en 2018 et 2021. 
L'objectif de la loi est de rééquilibrer les rapports existant entre les industriels de l'agroalimentaire et la grande distribution. Notamment d'encadrer les relations fournisseur-distributeur lorsque la date de fin des négociations (1er mars) est dépassée ou en cas de non aboutissement des négociations. 

## Historique

### Contexte
Cette loi est issue des États généraux de l'alimentation (EGA) lancés en 2017 qui a réuni des acteurs de la société civile — consommateurs, industriels de l'agroalimentaire, commerces de la grande distribution et pouvoirs publics.

### Feuille de route 2018-2022
Lors de la 3e édition du sommet mondial de l'Alimentation, le World Food Summit, organisé le 30 août 2018 au Danemark, le ministre de l’Agriculture et de l'Alimentation Stéphane Travert a présenté la feuille de route 2018-2022 de la politique de l’alimentation française, issue des EGA.
Rappel du projet de loi :
- détermination du prix à partir d’indicateurs de coûts de production et de marché ;
- facilitation de la mise en œuvre des clauses de renégociation ;
- clarification de la notion de prix de cession abusivement bas ;
- expérimentation sur deux ans du relèvement du seuil de revente à perte de 10 % ;
- expérimentation sur deux ans d’un encadrement des promotions en valeur (34 %) et en volume (25 %).
- médiation renforcée.

### Vote définitif de la loi
La loi est définitivement adoptée par 117 députés (34 abstentions).

## Contenu de la loi

### Dispositif en cas de désaccord
L'objectif est d'appliquer un processus particulier en cas d'absence d'accord dans le délai prescrit (du 1er décembre au 1er mars). Ce dispositif donne au fournisseur une plus grande latitude en cas de désaccord au 1er mars. Le fournisseur peut désormais : 
- interrompre les livraisons sans préavis ;
- interrompre les livraisons avec un préavis normal. Dans ce cas là, le nouveau prix est calculé par un médiateur.

Là où auparavant l'accord entre fournisseur et distributeur était maintenu aux conditions de prix antérieures. Par ailleurs les pénalités logistiques, payées par les fournisseurs aux distributeurs, ne pourront pas dépasser 2%.

### Interdiction de vente à prix coûtant
Introduit dans la loi EGalim de 2018, le dispositif « SRP10 » (SRP pour seuil de revente à perte) est prolongé jusqu'en 2025 sauf pour les fruits et légumes frais. Il s'agit de vendre les produits alimentaires à un prix minimum égal au prix d'achat augmenté d'une marge de 10% minimum. L'objectif est d'éviter que les distributeurs n'exercent de pressions supplémentaires sur les industriels de l'agroalimentaire.

### Meilleur encadrement des centrales d'achat européennes
La loi Descrozaille relocalise en France le droit applicable pour les accords passés entre distributeurs et industriels via des centrales d'achat européennes, dès lors que les produits sont vendus sur le territoire français.

### Protection du revenu des agriculteurs
Le prix de la matière première agricole (œufs, lait, viande ...) ne pourra plus faire l'objet de négociations sur les marques de distributeurs comme c'est déjà le cas pour les marques dites nationales (Nestlé, Danone ...).

### Limitation des promotions sur les produits non alimentaires
Les produits du secteur « DPH » (droguerie, parfumerie, hygiène et entretien) ne pourront pas effectuer des promotions de plus de 34%.

## Oppositions à la loi

### La grande distribution
La grande distribution à lutté pour un moratoire d'un an sur l'application de cette loi, notamment à cause de l'encadrement des promotions dans le secteur de la « DPH ». Parmi les détracteurs de la loi il y a notamment Alexandre Bompard, PDG de Carrefour et président de la Fédération du commerce et de la distribution, le lobby de la grande distribution. Pour la grande distribution, globalement cette loi ne profite qu'à quelques grands industriels qui vont en profiter pour augmenter leurs marges alors que les prix vont augmenter, privant les consommateurs du pouvoir d'achat supplémentaire que représentent les grosses promotions,. Le député Frédéric Descrozaille voit dans cette mesure une protection pour les PME françaises ainsi qu'une protection de l'emploi.

### Les organisations de consommateurs
Les associations de consommateurs demandaient quant à elles la disparition de l'encadrement du seuil de vente à perte.

### Le Ministère de l'économie et des finances
Bercy est opposé au texte de loi présenté par Frédéric Descrozaille. Bruno Le Maire ne pense pas que l'équilibre soit trouvé entre distributeurs et industriels (notamment sur l'article encadrant les négociations des prix) et est complètement opposé au projet de loi. Le gouvernement n'y est pas favorable bien que le texte soit déposé par un député Renaissance et soutenu par la majorité.

### Association Eurocommerce
L'association Eurocommerce regroupe les fédérations nationales de la grande distribution en Europe. Celle-ci s'est prononcée contre cette loi, notamment son article premier, qui spécifie que la loi française s'applique, même lorsque des contrats sont passés par les centrales d'achat européennes. Empêchant ainsi aux consommateurs européens de bénéficier des meilleures conditions d'achat au niveau européen.